# Brandemeer (Weststellingwerf)

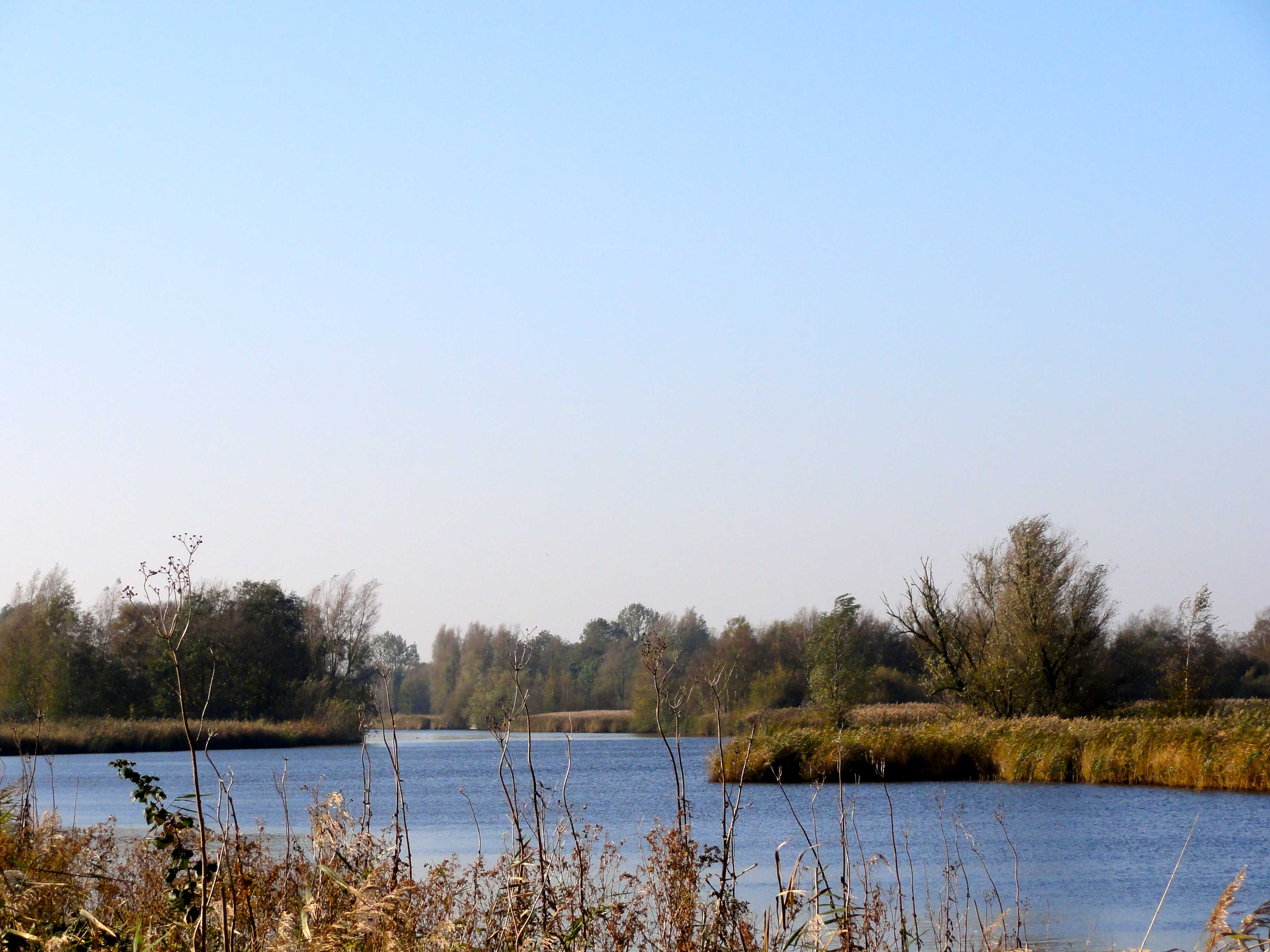
Petgaten in de Brandemeer

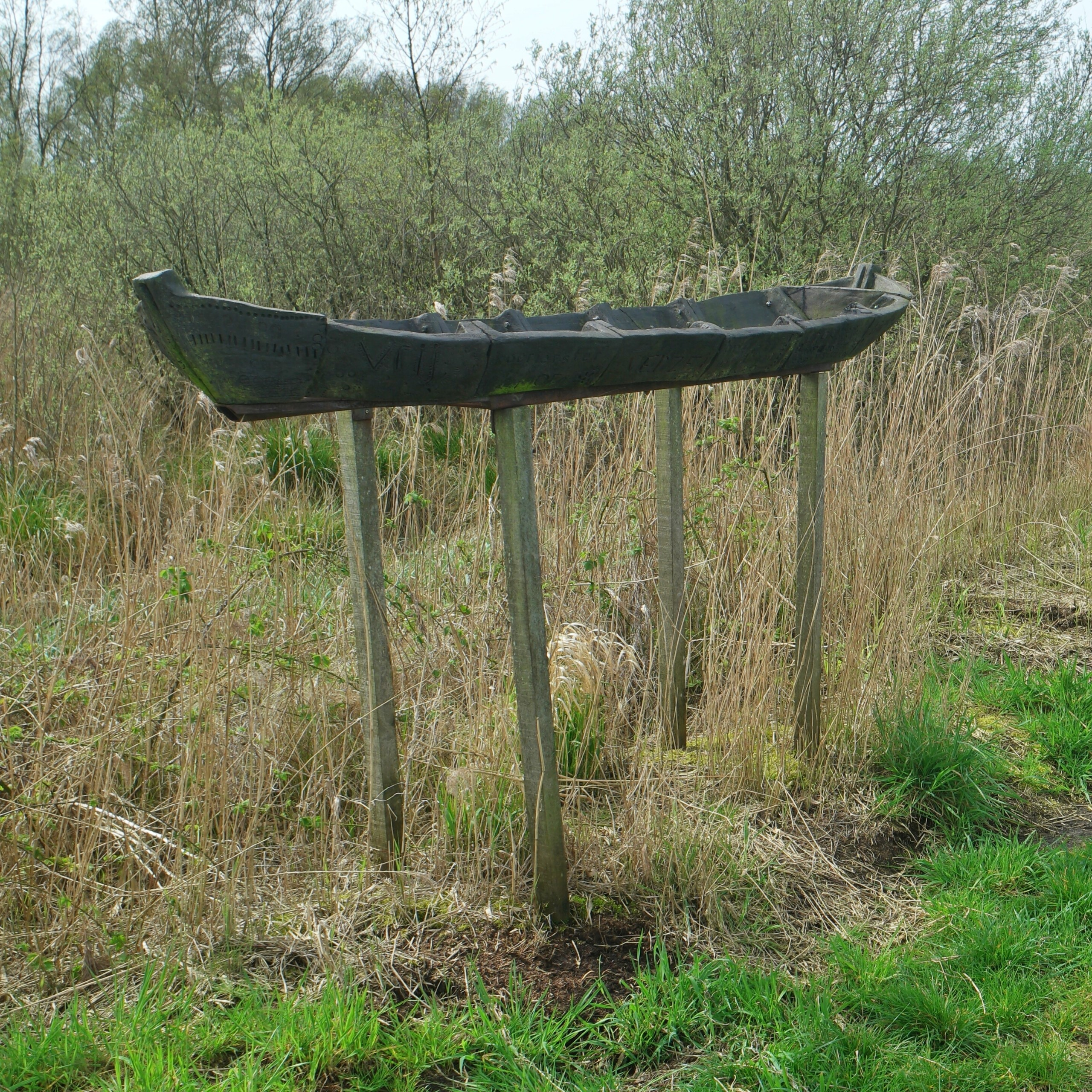
Monument Verzetsschuit De Bok

De Brandemeer is een natuurgebied in Weststellingwerf, provincie Friesland.

## Beschrijving
De Brandemeer is een natuurgebied van circa 450 hectare met riet-, graslanden en petgaten. De petgaten zijn ontstaan tijdens de turfwinning in de 19e en in de 20e eeuw in het gebied. Door het afgraven van stroken veen ontstonden langwerpige plassen. Een deel van de petgaten in de Brandemeer is weer verland tot een moerassig bosgebied. Het gebied wordt aan de noordwestzijde begrens door de Tjonger (of Kuinder) en aan de zuidwestzijde door de Heloma- (of Jonkersvaart). De Brandemeer is, als laagveenmoerasgebied, een schakel in de ecologische hoofdstructuur van Nederland. Het gebied grenst aan de Rottige Meente, evenals de Brandemeer ontstaan als gevolg van de turfwinning en vormt met de Weerribben in de kop van Overijssel een groot, min of meer aaneengesloten, natuurgebied. Samen met de Rottige Meenthe is de Brandemeer aangewezen als Habitatrichtlijngebied. Het natuurgebied is onder meer ontsloten door een fietspad
Het gebied wordt beheerd door Staatsbosbeheer. Ten noorden van het natuurgebied De Brandemeer ligt een ronde plas, die officieel en Stellingwerfs Braandemeer wordt genoemd.

## Windmotoren

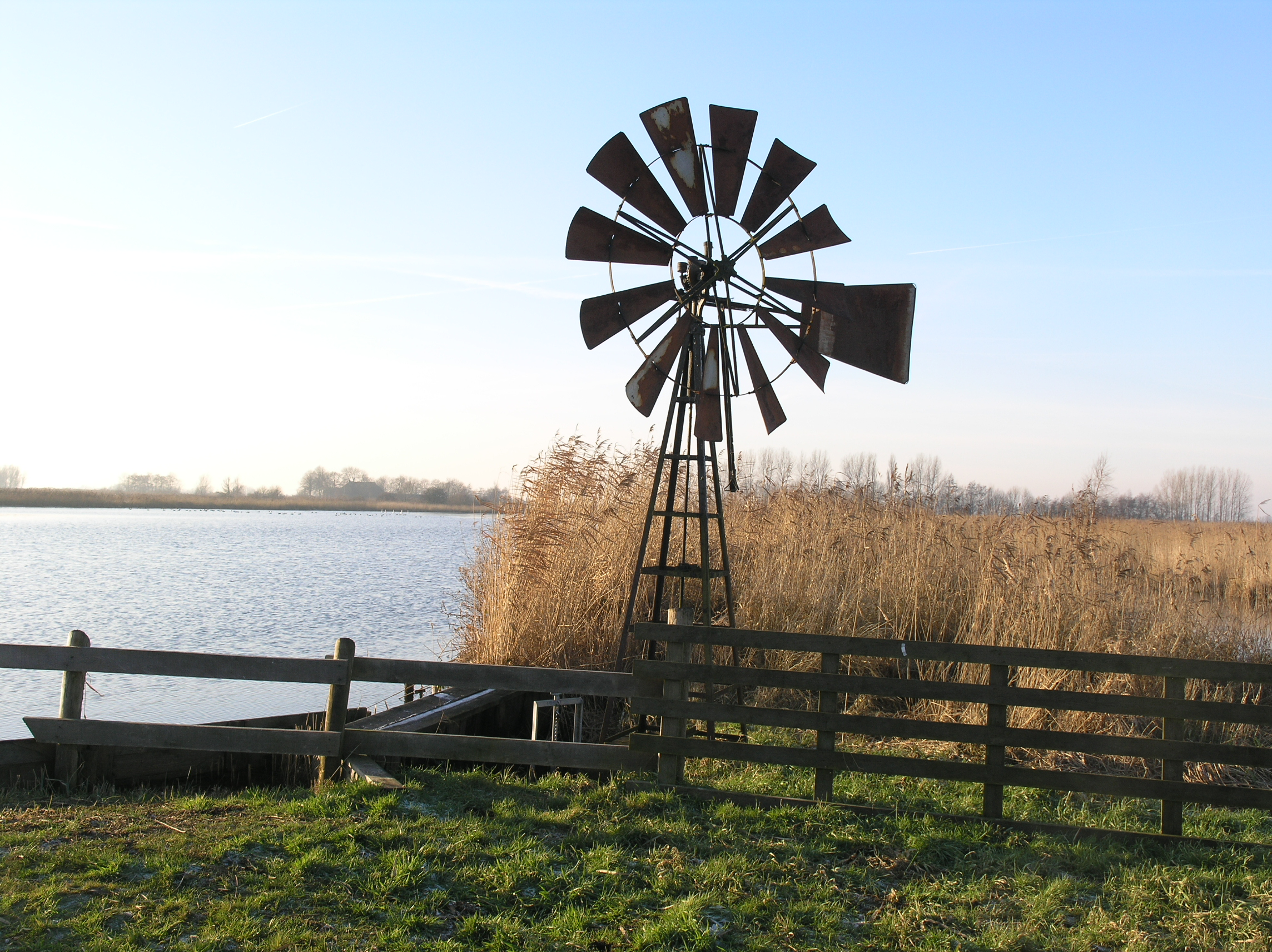
Windmotor Oldelamer 2
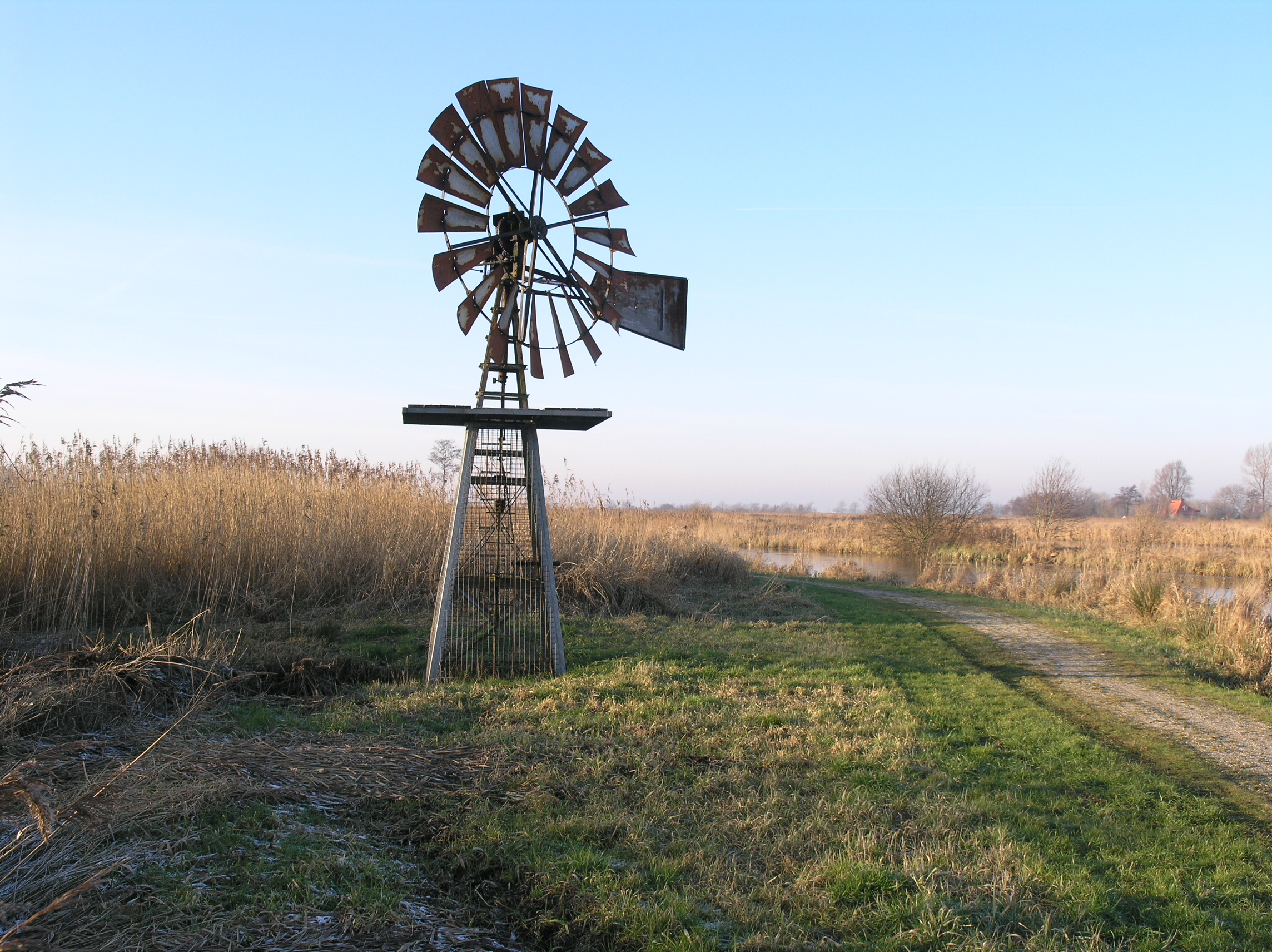
Windmotor Oldelamer 3
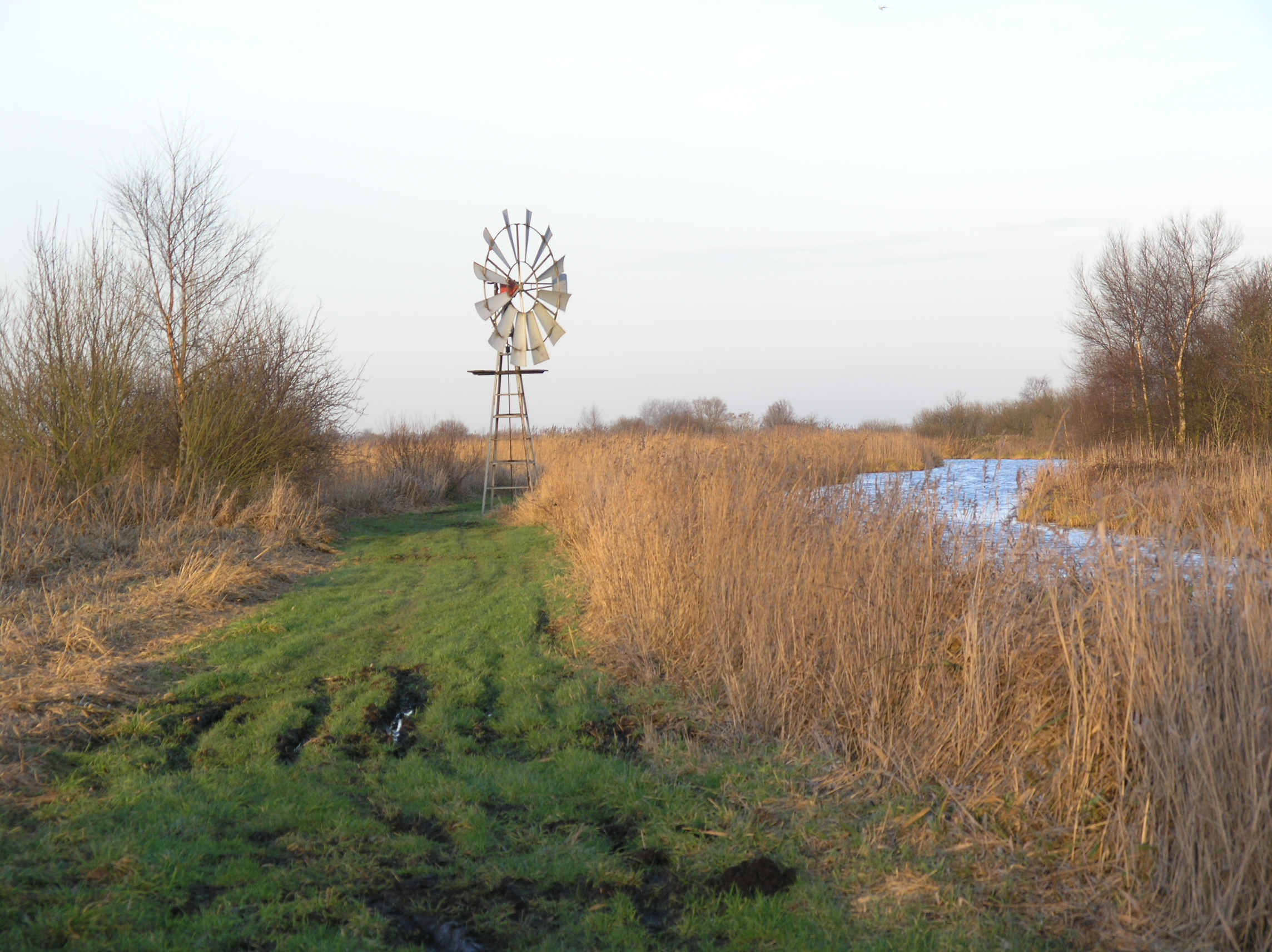
Windmotor Oldelamer 4